# Рудолф Карачиола
Рудолф „Карач“ Карачиола (на немски: Rudolf „Karratsch“ Caracciola роден 30 януари 1901 в Ремаген – 28 септември 1959, Касел)  е германски автомобилен състезател. Трикратен шампион на европейския автомобилен шампионат – предшественикът на Формула 1 през 1935, 1937 и 1938 г.

## Биография
Рудолф Карачиола е роден в германския град Ремаген в семейство на италиански емигранти. Започва да се състезава първо с мотоциклети а след това и с автомобили. Печели първото си състезание през 1922 г.  Печели трите си европейски титли с отбора на Мерцедес-Бенц. Като повечето германски състезатели от 30-те Карачиола е член на нацистката паравоенна организация Национал-социалистически механизиран корпус (НСКК), но не е член на НСДАП. След Втората световна война е поканен да участва на 500-те мили на Индианаполис през 1946, но катастрофира по време на тренировка след предполагаем удар от птица в главата. Връща се в състезанията през 1952 г. Катастрофа по време на състезание в Швейцария поставя край на кариерата му. 
На 28 януари 1938 г. Карачиола поставя рекорд ненадминат и до днес. С експерименталния си Мерцедес Mercedes-Benz W125 Rekordwagen на аутобан A 5 между Франкфурт и Дармщадт развива скорост от 432.7 km/h на един километър с летящ старт и 432.4 km/h на една миля с летящ старт – скорости които никога след това не са достигани на обществен път. 
Умира на 28 септември 1959.